# Javier Martón
Javier Martón Ansó (Villafranca, Navarra, 6 de mayo de 1999) es un futbolista español que juega de delantero en la SD Eibar de la Segunda División.

## Trayectoria

### Inicios en Navarra
Nacido en la localidad navarra de Villafranca, Martón se inició como futbolista en las categorías inferiores del CD Alesves, club de su localidad natal, y del CD Falcesino. También jugó en CA Osasuna en categoría infantil y cadete. Tras acabar su primer año de cadete, se marchó a la Peña Sport. El 27 de noviembre de 2016, siendo juvenil de segundo año, debutó con el equipo tafallés en Tercera División ante el Burladés.

### Real Sociedad
En julio de 2017 se marchó a la Real Sociedad para jugar en su equipo juvenil.
Un año más tarde, en 2018, regresó a la Peña Sport para jugar como cedido en Tercera División. En su primera temporada como profesional logró dieciséis goles en veintiséis partidos, incluyendo un hat-trick ante el CD Cortes. En la temporada 2019-20 jugó en la Real Sociedad "C", donde logró siete goles en dieciocho encuentros destacando el gol del triunfo, en el descuento, frente al CD Vitoria y un doblete frente al Balmaseda en el último encuentro antes de la suspensión por la pandemia.
El 9 de septiembre de 2020 fue cedido por una temporada al CD Covadonga de Segunda B. Con el cuadro asturiano logró nueve goles en veinticuatro partidos, siendo máximo goleador del equipo. Tras una buena pretemporada con el filial realista, renovó su contrato con la Real Sociedad hasta junio de 2023.
El 14 de agosto de 2021 debutó con la Real Sociedad "B", en Segunda División, en un triunfo frente al CD Leganés. Sin embargo, no consiguió hacerse un sitio en el equipo dirigido por Xabi Alonso y acabó la temporada con quince encuentros disputados. En su segunda temporada su situación cambió drásticamente y fue el máximo goleador del Sanse, en Primera RFEF, con doce tantos.

### Athletic Club
El 5 de julio de 2023 se hizo oficial su fichaje por el Athletic Club, con el que firmó tres temporadas. El 19 de julio debutó en un amistoso, frente al Club Necaxa (0-2), en el que anotó un doblete. El 11 de agosto el club le hizo ficha del primer equipo con el dorsal 24 y Valverde le convocó para el primer partido de Liga frente al Real Madrid.Tras entrar en otras dos convocatorias más, el 31 de agosto se marchó cedido por una temporada al CD Mirandés de Segunda División.

#### CD Mirandés
El 10 de septiembre debutó como titular, en Anduva, frente al FC Andorra (4-3).Tras no marcar en sus primeros ocho encuentros, logró tres goles en las cuatro jornadas de Liga que se jugaron en noviembre.El 13 de enero de 2024 se lesionó de gravedad al fracturarse el peroné izquierdo,  en un encuentro frente a la AD Alcorcón.Tras volver a jugar cuatro meses después, logró un tanto valioso frente al Albacete Balompié (2-2) en la penúltima jornada.

#### Regreso al Athletic Club
El 28 de agosto de 2024 debutó con el Athletic Club, en Primera División, en San Mamés con una victoria frente al Valencia CF (1-0).El 30 de enero de 2025 debutó en Liga Europa, con un triunfo ante el Viktoria Pilsen (3-1), anotando un gol de "vaselina" en el descuento.
En febrero de 2025, se acordó su cesión para lo que restaba de temporada al Albacete Balompié de Segunda División.El 2 de marzo marcó su primer gol con el club manchego, en el Estadio Carlos Belmonte, frente al Cádiz (3-0) apenas unos segundos después de saltar al campo.

## Clubes
| Club                       | País   | Año       |
| -------------------------- | ------ | --------- |
| Peña Sport                 | España | 2016-2017 |
| Real Sociedad "C"          | España | 2018-2021 |
| Peña Sport (cedido)        | España | 2018-2019 |
| CD Covadonga (cedido)      | España | 2020-2021 |
| Real Sociedad "B"          | España | 2021-2023 |
| Athletic Club              | España | 2023-2025 |
| CD Mirandés (cedido)       | España | 2023-2024 |
| Albacete Balompié (cedido) | España | 2025      |
| SD Eibar                   | España | 2025-Act  |